# Châteauneuf-Grasse
Châteauneuf-Grasse är en kommun i departementet Alpes-Maritimes i regionen Provence-Alpes-Côte d'Azur i sydöstra Frankrike. Kommunen ligger  i kantonen Le Bar-sur-Loup som ligger i arrondissementet Grasse. År 2022 hade Châteauneuf-Grasse 3 765 invånare.

## Befolkningsutveckling
Antalet invånare i kommunen Châteauneuf-Grasse
Referens: INSEE

## Galleri

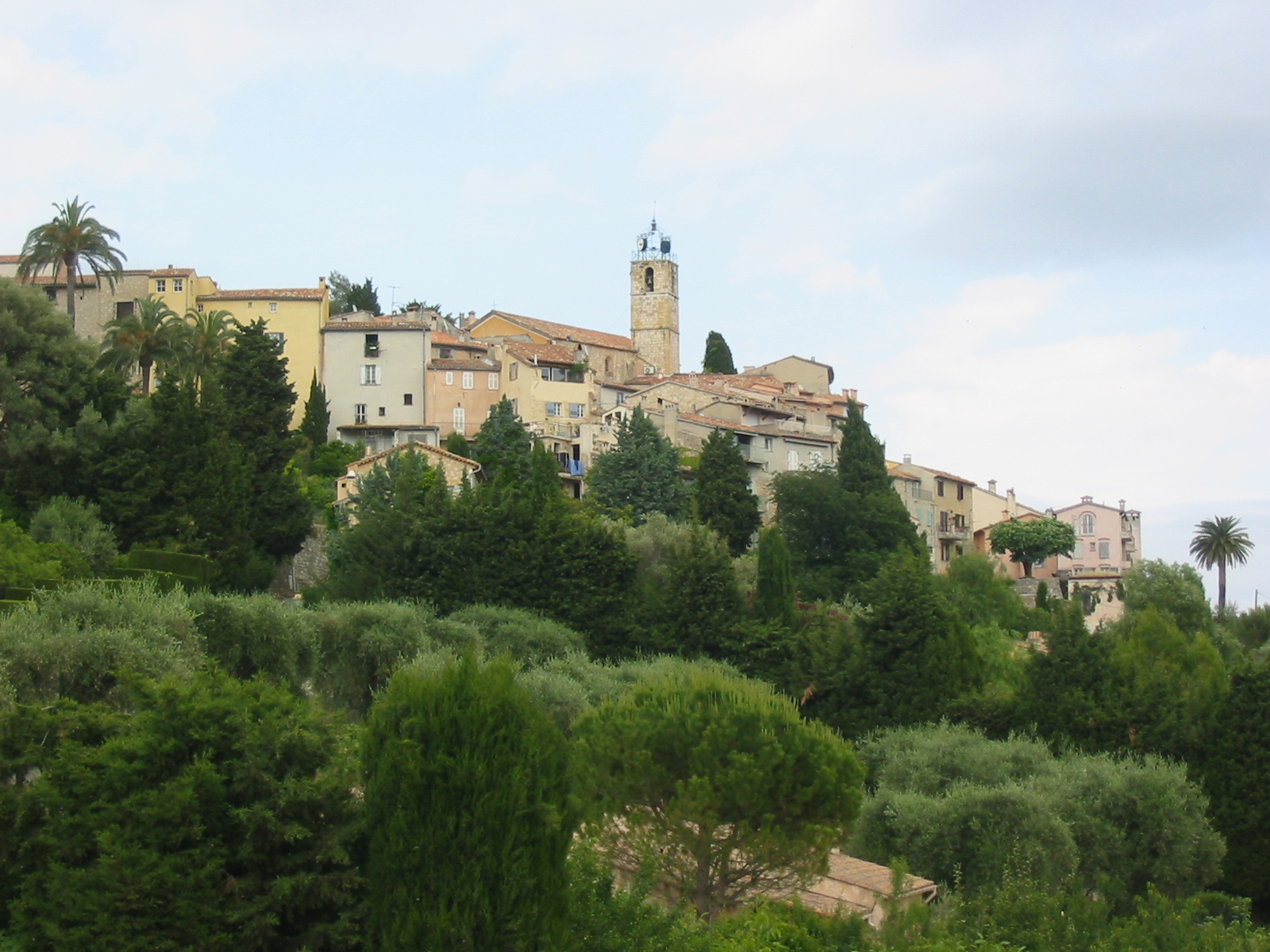
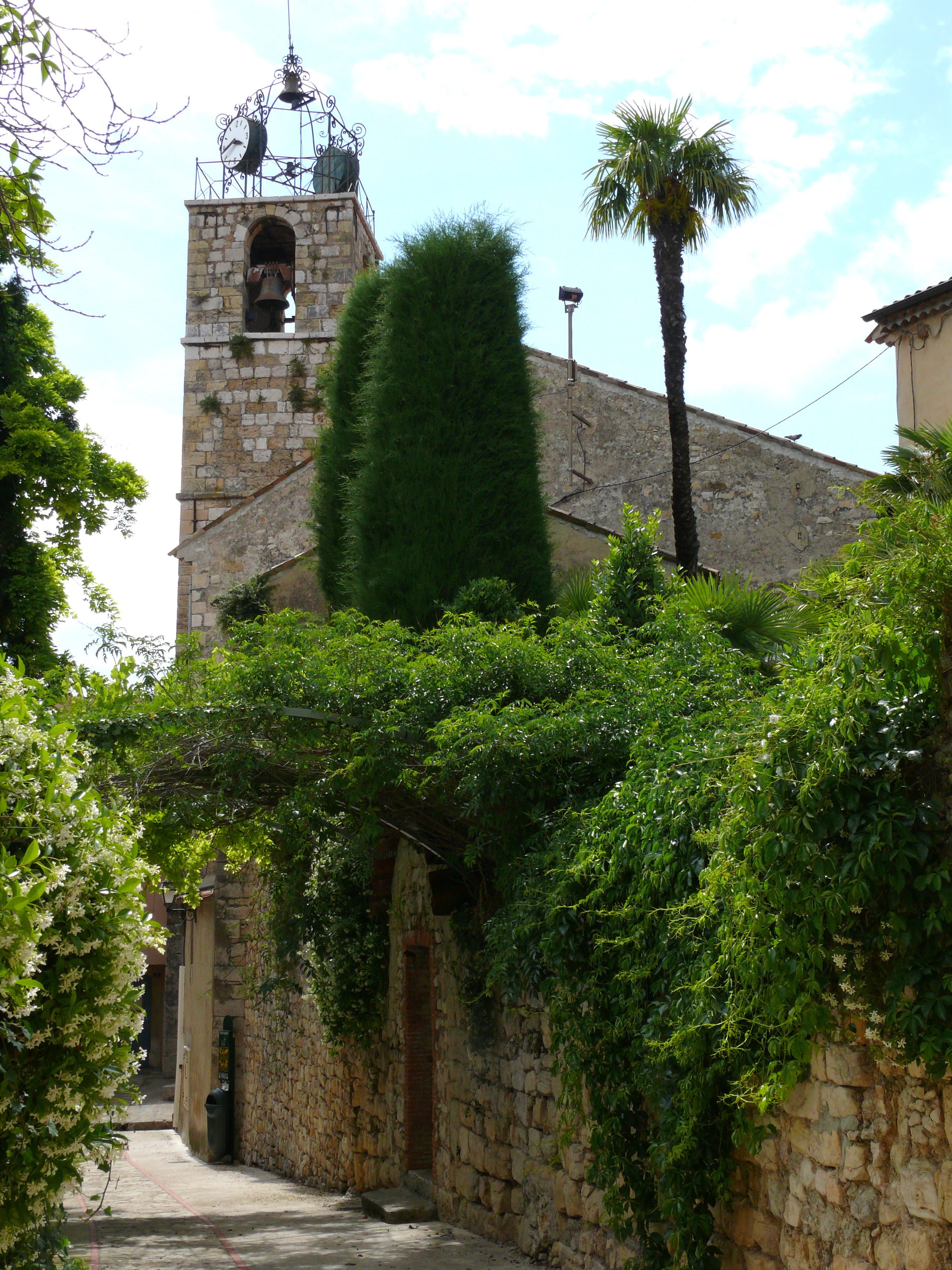
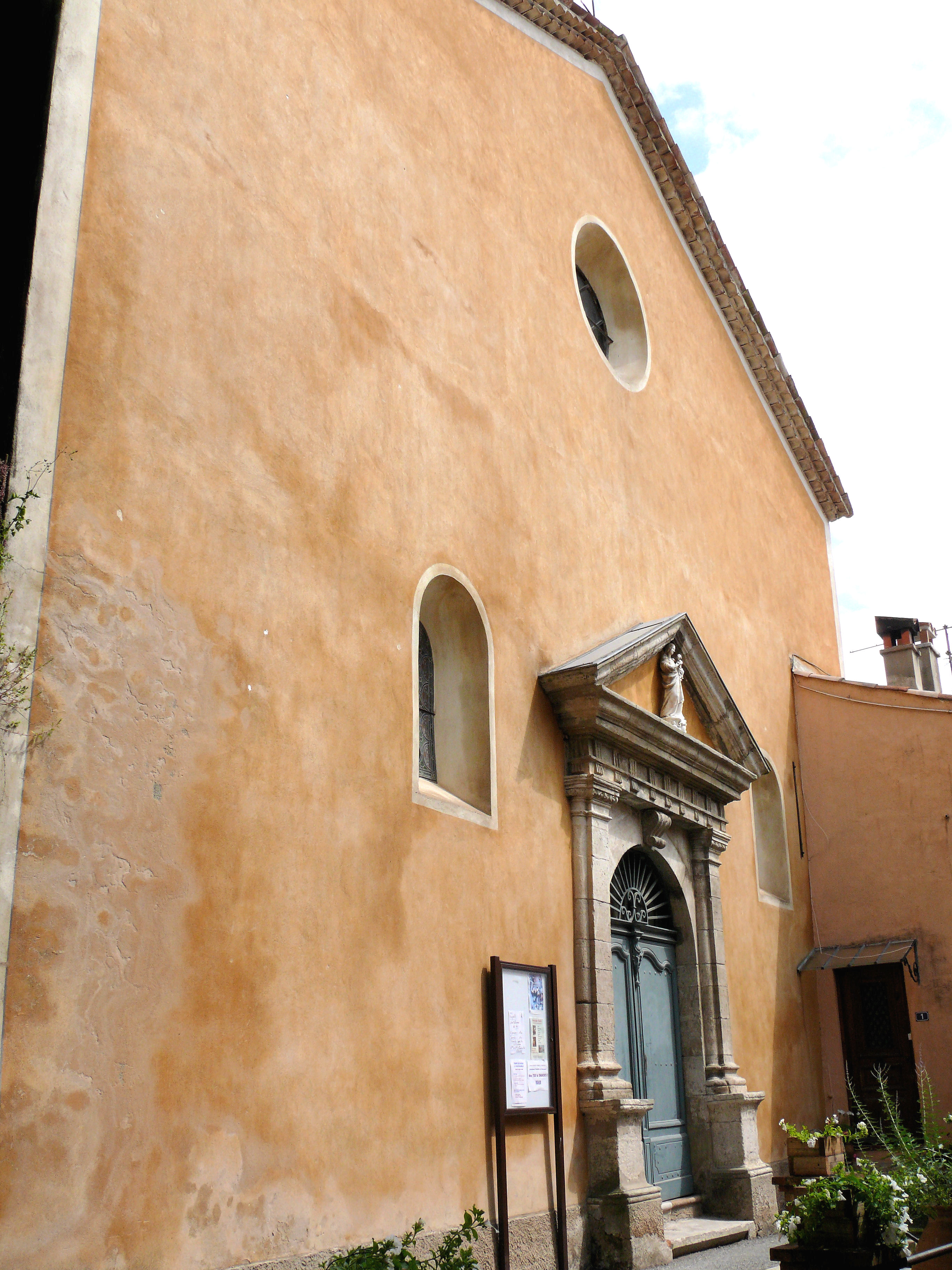
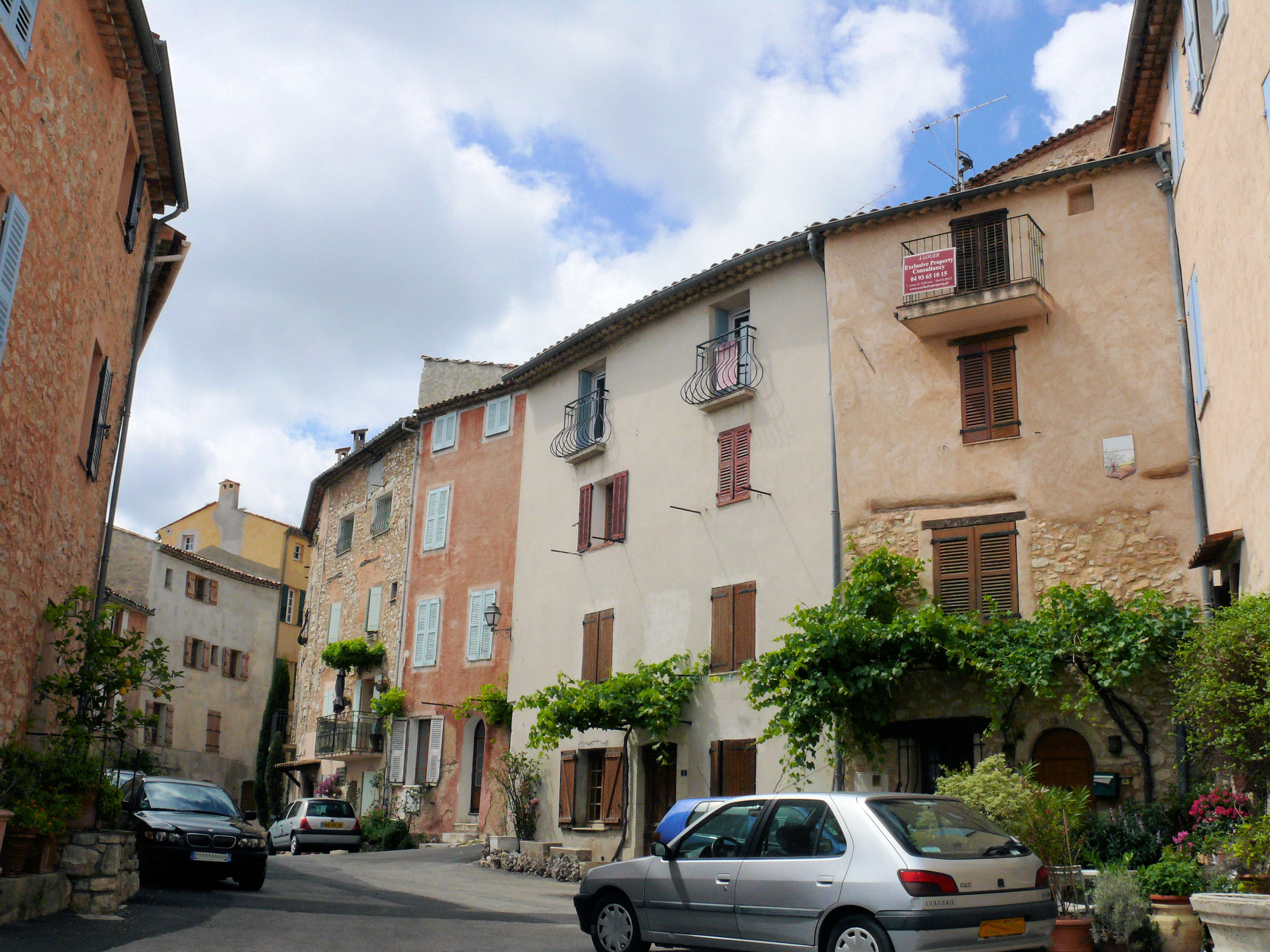
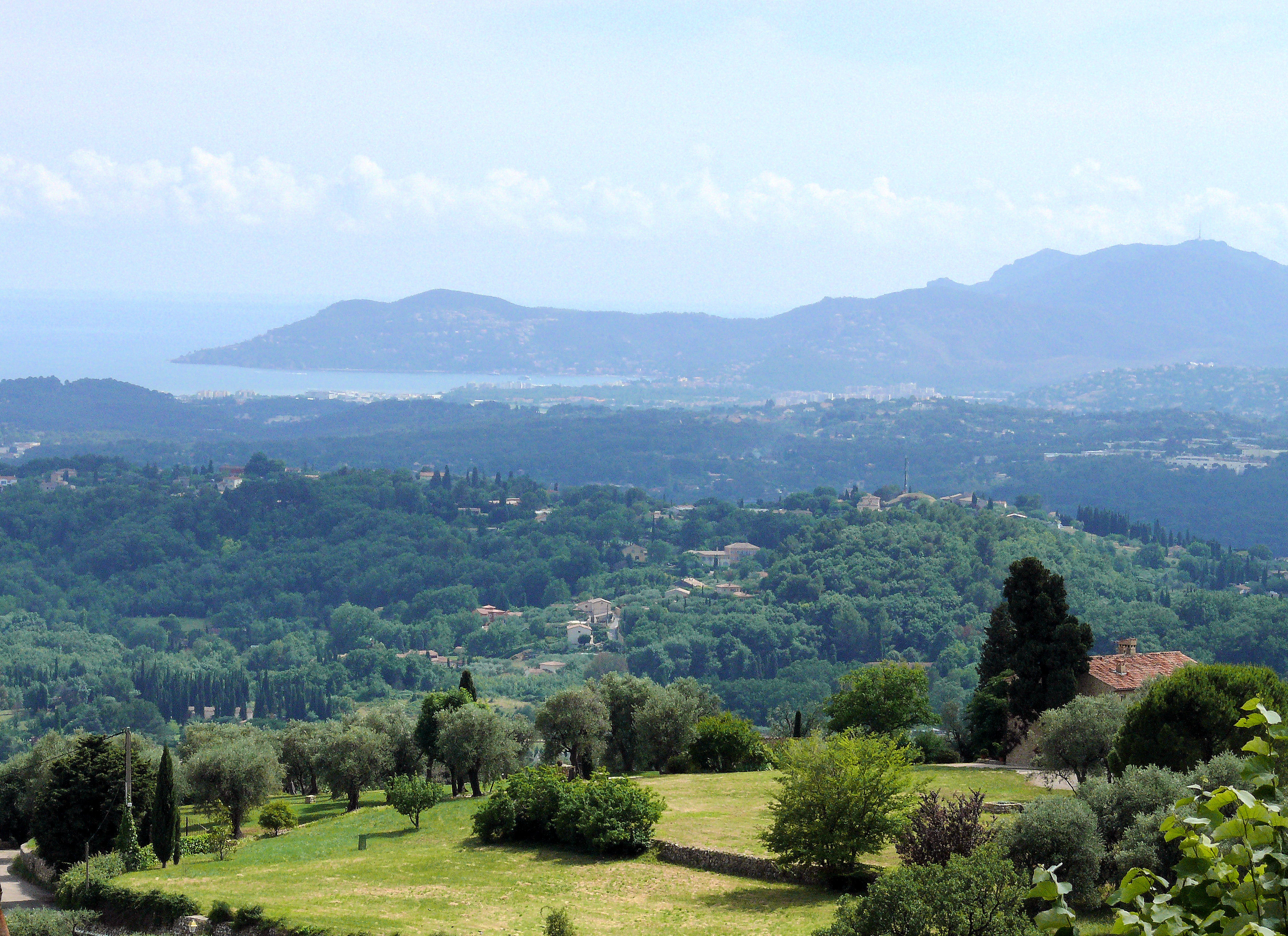
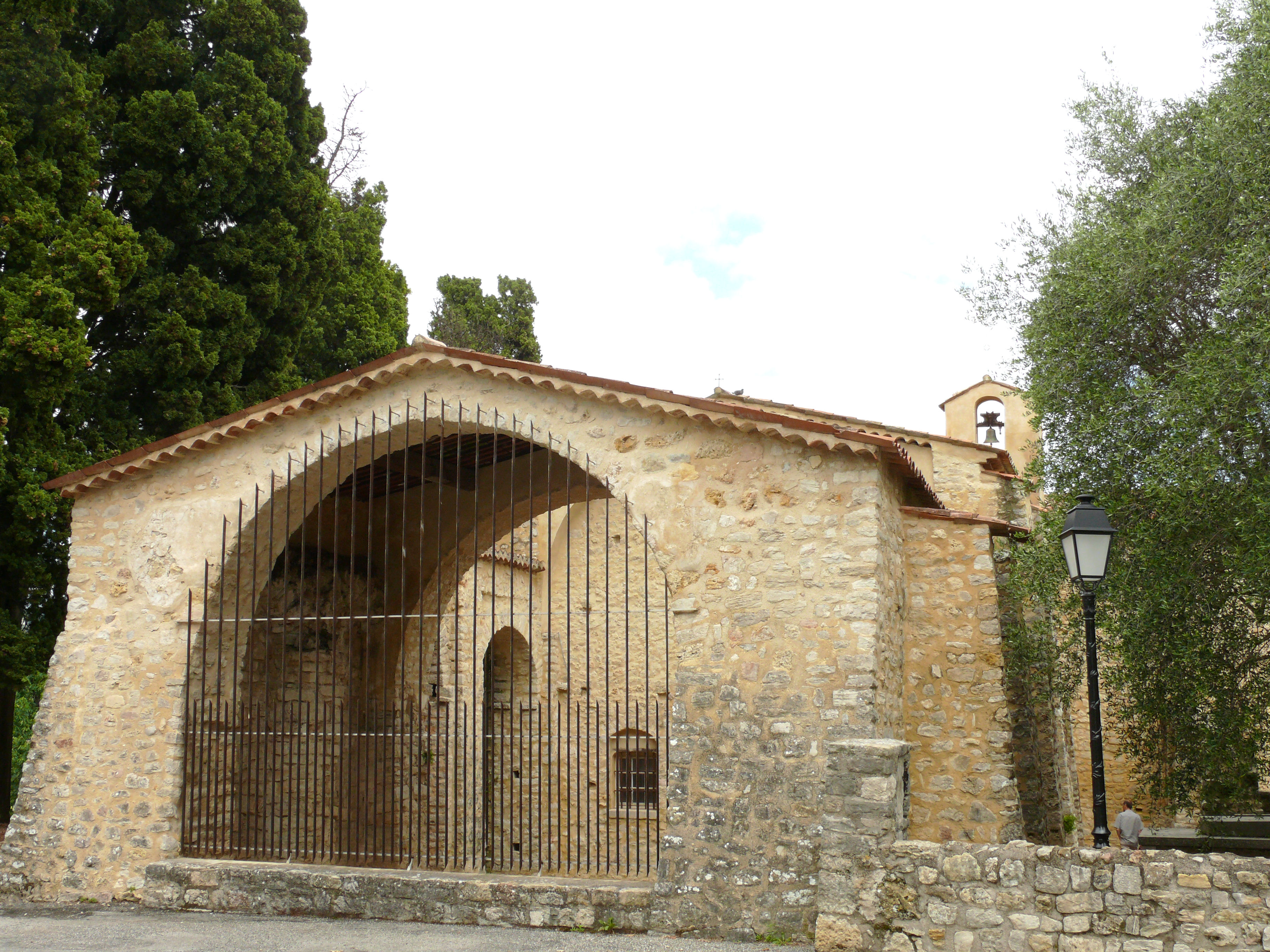
Église Notre-Dame-du-Brusc